# Stowe (Vermont)
Stowe – miejscowość wypoczynkowa w stanie Vermont w hrabstwie Chittenden, USA.
Założone w 1763 roku Stowe jest jednym z najbardziej znanych zimowych kurortów wypoczynkowych na wschodnim wybrzeżu USA. 
Mimo praw miejskich (uzyskanych 6 czerwca 1763 roku) do miasta nie zaczęli napływać nowi osadnicy. Pierwszy z nich pojawił się w Stowe dopiero w 1793 roku - dwa lata po przyłączeniu się stanu Vermont do trzynastu stanów tworzących USA. Mimo trudnych początków nowa miejscowość zaczęła się szybko rozwijać - w roku 1800 liczyła już 816 mieszkańców. Szybki przyrost ludności trwał przez następne kilkadziesiąt lat - mimo krótkiej historii Stowe było w stanie wystawić 40 żołnierzy w wojnie roku 1812, oraz 208 żołnierzy w wojnie secesyjnej

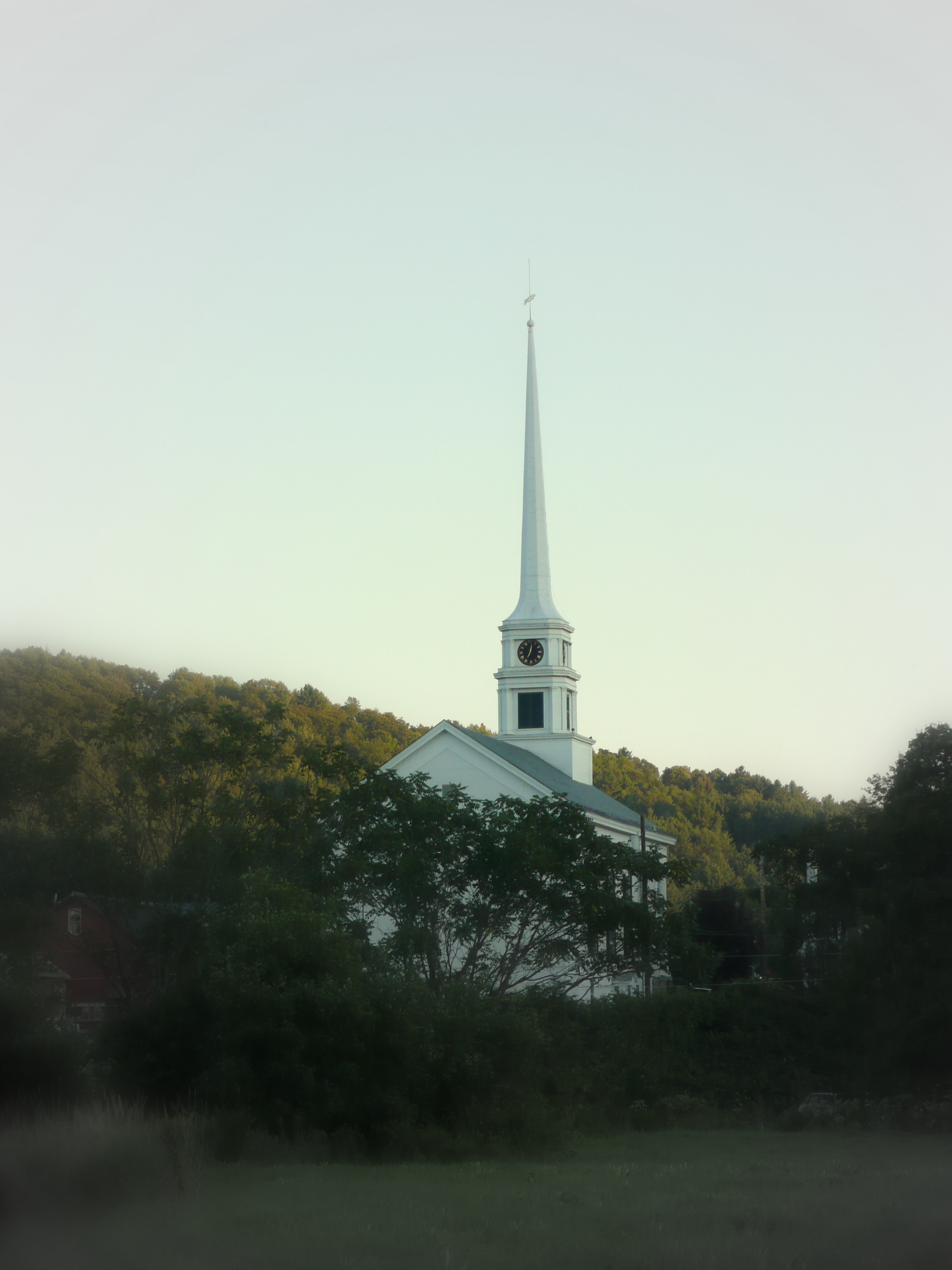
Community Church

 W 1818 pułkownik Ashael Raymond ufundował budowę budynku mającego służyć jako miejsce spotkań lokalnej społeczności. Z czasem budynek ten zmienił swoje zastosowanie i do dziś istnieje jako Stowe Community Church. Jest to jeden z najbardziej charakterystycznych budynków w Stowe. 
Pierwsza szkoła podstawowa powstała tu w 1817 roku - mieściła się tylko w jednym pomieszczeniu - udostępnionym przez dr. Josepha Robinsona, założyciela szkoły. W roku 1863 szkoła została przeniesiona do większego budynku - tym razem składającego się z trzech klas lekcyjnych. W późniejszym czasie dobudowano kolejne pomieszczenia i szkoła zaczęła funkcjonować także jako liceum. Funkcjonowało ono do czasu wybudowania nowego kompleksu szkolnego w roku 1973.